# ノルウェー・ノーベル委員会

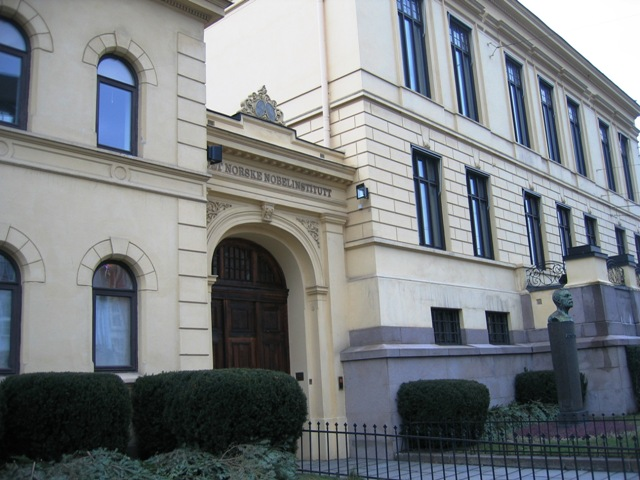
ノーベル平和賞の選考が行われるノルウェー・ノーベル研究所

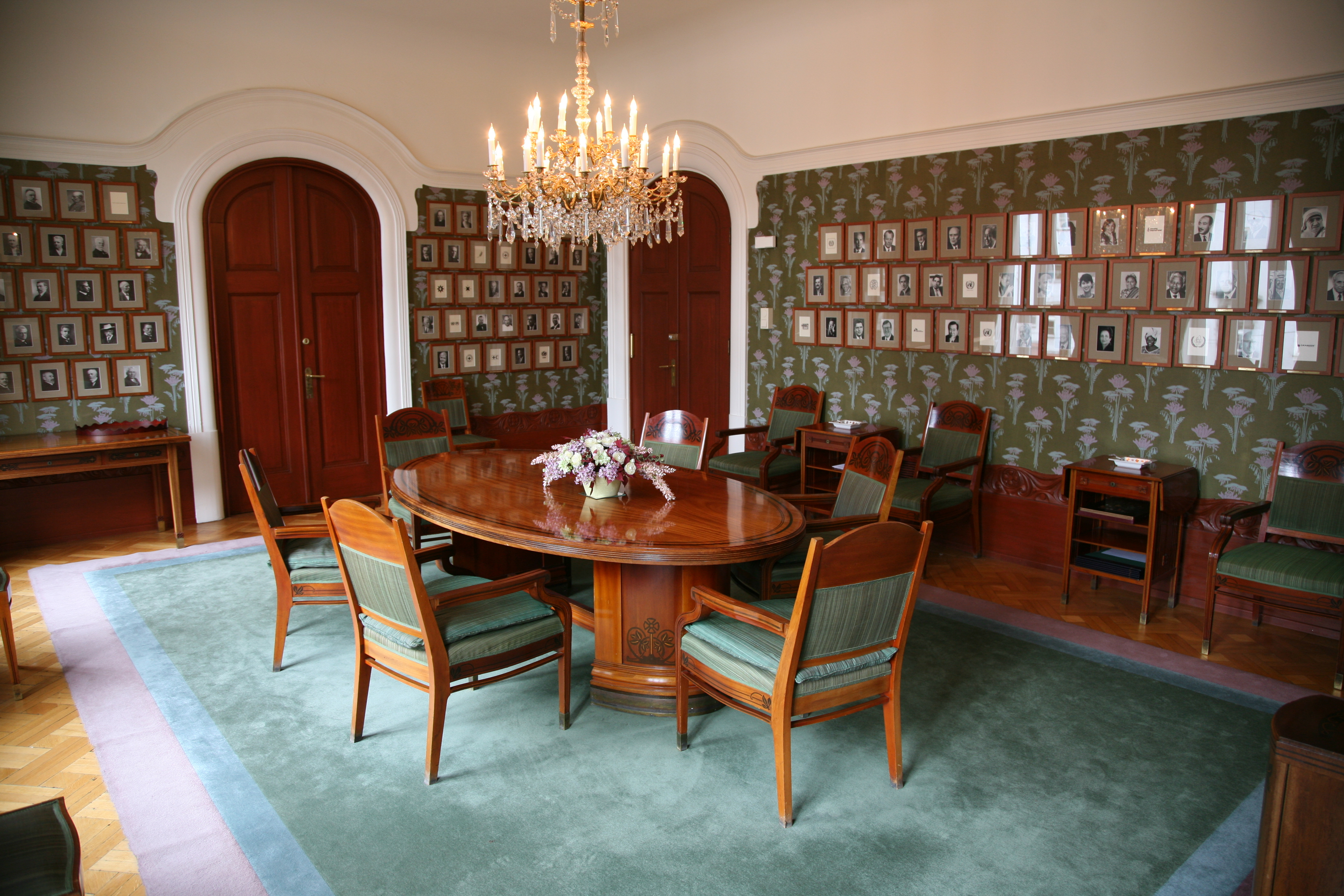
ノーベル研究所の会議室

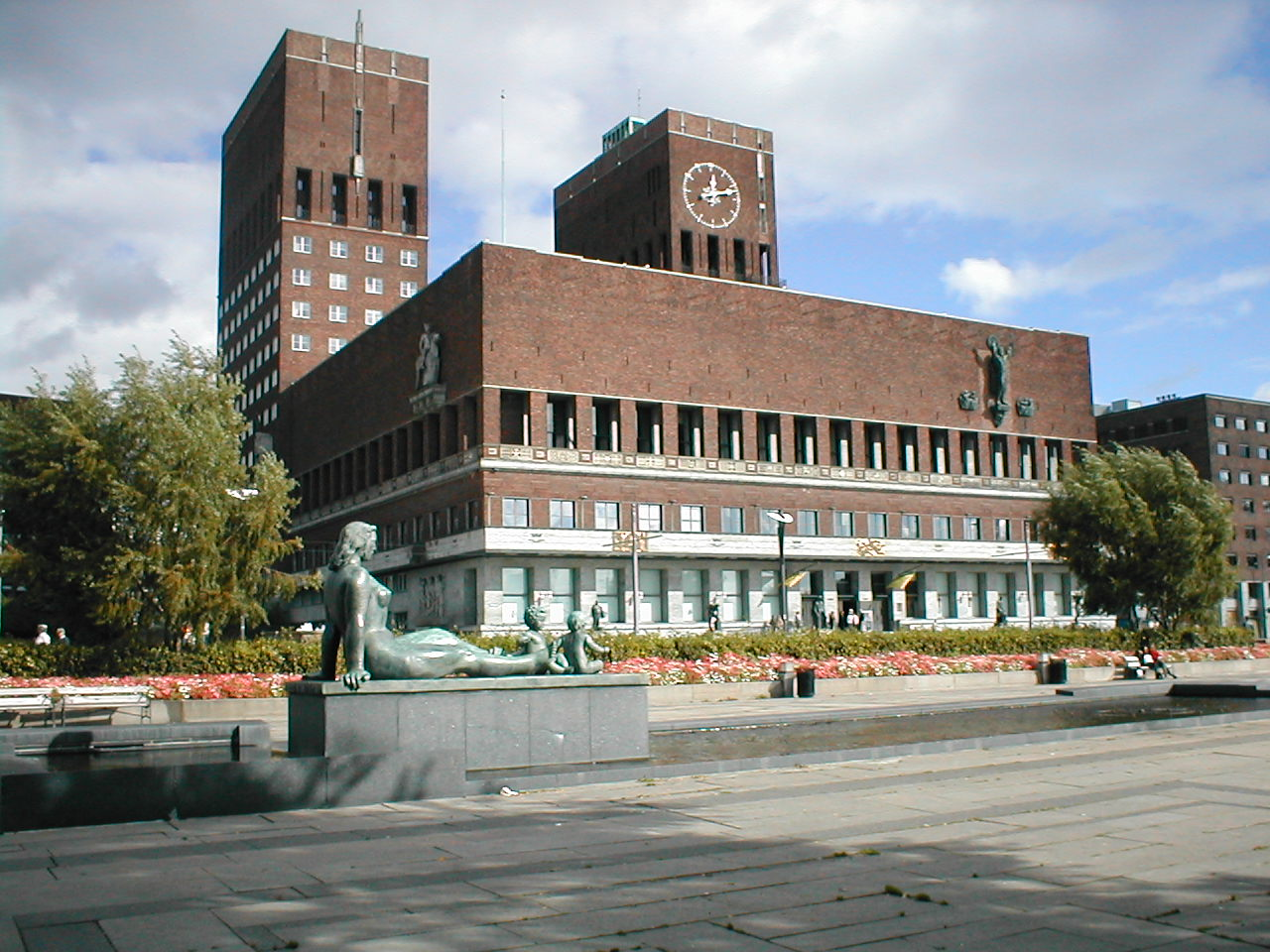
授賞式が開催されるオスロ市庁舎

ノルウェー・ノーベル委員会（ノルウェー・ノーベルいいんかい、Den norske Nobelkomite）は、ノーベル平和賞の受賞者を選考する機関。ノルウェーの国会が指名する5人の政治家が選考委員を務めている。委員会は5人の委員とその中から選ばれる代表者からなる。ノーベル研究所の所長が委員会の事務局長を務める。
アルフレッド・ノーベルは、ノルウェー人のみがこの委員会の委員になるべきとは指示していない。しかし、ノルウェー国会は、1905年6月にスウェーデンとの同君連合（Personalunion）を解消した時点で、外国人を委員に加えることは想定していなかった。これまでのところ、ノルウェー人以外が選出されたことはない。委員は5人の委員と3人の予備要員を再選の可能性込みで6年間の任期で選出する。 
1977年より現職国会議員の委員への選出を取りやめ、それを受け、委員会の名称も「ノルウェー国会ノーベル委員会」から「ノルウェー・ノーベル委員会」に変更されている。
会議の議事録は作成されず、異論の出るような決定においてもいかなる弁明もしない。

## 委員
2024年から3年間の委員は下記のとおりである。
- ヨルゲン・バトネ・フリードネス (Jørgen Watne Frydnes)(委員長) - 2024年から委員長。同年の平和賞を受賞した日本被団協の選出は「サプライズ」と語っている[4]
- Asle Toje  副委員長, 2029年まで任期
- アンネ・エンガー
- Kristin Clemet
- Gry Larsen – 2029年まで任期